# Greg Edmonson
Greg Edmonson (Dallas, ...) è un musicista e compositore statunitense.
Autore della colonna sonora della serie televisiva Firefly, è celebre per aver composto le musiche dei videogiochi per PS3/PS4 Uncharted: Drake's Fortune, Uncharted 2: Among Thieves e Uncharted 3: Drake's Deception.

## Biografia
Greg Edmonson è nato e cresciuto a Dallas, Texas, e cominciò a suonare la chitarra in tenera età. Ha studiato composizione di jazz alla North Texas State University. Più avanti, quando era ancora turnista, frequentò il Musicians Institute of Technology. Fu allievo del maestro Albert Harris, il primo direttore musicale della NBC.